# Západní Berlín
Západní Berlín je označení pro západní část Berlína od rozdělení města v letech 1948–1949 do sjednocení Německa v roce 1990. Byla to západní enkláva v Německé demokratické republice patřící do Východního bloku, neoficiální součást Západního Německa.
Po druhé světové válce byl Berlín rozdělen na čtyři sektory. Území Západního Berlína se skládalo z amerického, britského a francouzského sektoru. K prvnímu výraznějšímu rozdělení města na západní a východní, tvořený sovětským sektorem, a současně rozdělení celého Německa došlo v důsledku berlínské blokády v letech 1948–1949. Druhá berlínská krize vedla ke stavbě berlínské zdi roku 1961 a došlo k faktickému politickému rozdělení města, které trvalo až do roku 1989; po sloučení obou německých států a obou částí města se Berlín stal roku 1991 hlavním městem sjednoceného Německa.
Západní Berlín (West-Berlin resp. Westberlin) je hovorovým, nikoli úředním pojmem, který se však nejvíce vžil. V důsledku studené války a sporů o přináležitosti západních sektorů města vedly ke vzniku mnoha názvů a forem jako např. Samostatná politická jednotka Západní Berlín v úředním žargonu NDR (srovnej i poznámky k terminologii).

## Administrativní dělení

Jednotlivé sektory Berlína. Západní Berlín zahrnoval veškeré sektory mimo sovětský, který byl známý jako „Východní Berlín“.

Západní Berlín se skládal z následujících obvodů (podle spojeneckých sektorů):
- americký sektor: Kreuzberg, Neukölln, Tempelhof, Schöneberg, Steglitz, Zehlendorf
- britský sektor: Tiergarten, Charlottenburg, Wilmersdorf, Spandau
- francouzský sektor: Reinickendorf, Wedding

Po sjednocení Berlína došlo v rámci územní reformy z roku 1998 ke sloučení většiny městských obvodů s platností od 1. ledna 2001, přičemž v některých případech byly sloučeny i sousedící obvody východní a západní části města.
Protože spojenci dělili Berlín do sektorů podle hranic obvodů, jak existovaly před skončením války, došlo ke kurióznímu vzniku různých exkláv a enkláv. Na území Západního Berlína se nacházela dvě velice malá území, patřící k NDR, na území NDR pak existovalo více územních celků, patřících k Západnímu Berlínu, celkem 12 exkláv o celkové rozloze 113 ha. 
Nejznámější západoberlínskou exklávou na území NDR byla obydlená obec Steinstücken. Až začátkem 70. let bylo výměnou území získáno několikasetmetrové silniční spojení mezi touto exklávou a Západním Berlínem, do té doby byla obec zásobována vrtulníky americké armády. Později došlo k dalším výměnám a prodejům, poslední území byla zlikvidována až roku 1988.

## Západní Berlín v obrazech

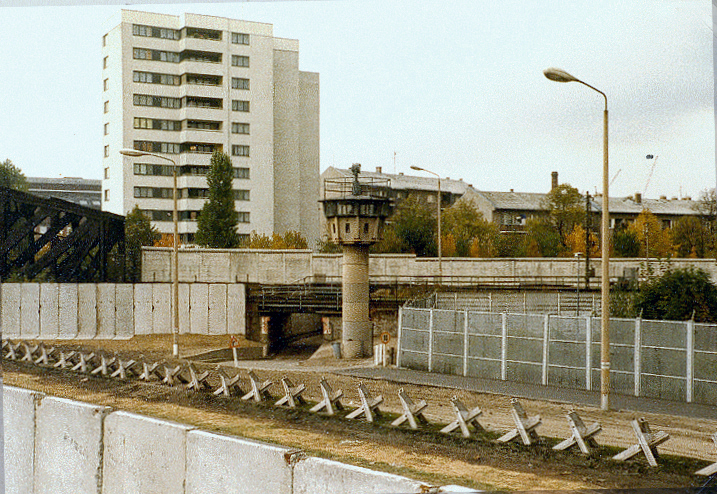
Průchod tratě S-Bahn berlínskou zdí.
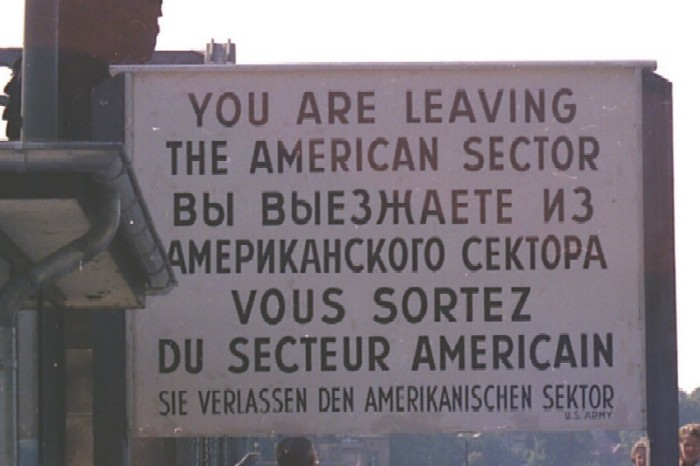
Cedule v jazycích čtyř vítězných mocností a jazyku poraženého Německa, informující o opuštění amerického sektoru.
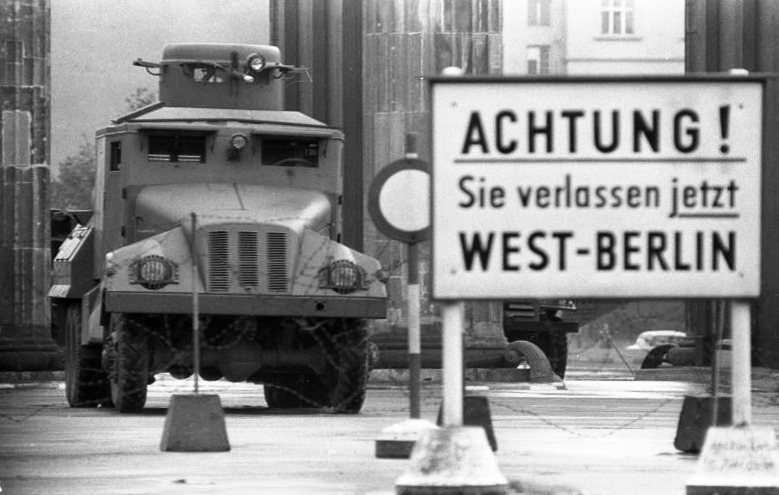
Hranice východního a západního Berlína v roce 1961, nedlouho před vybudováním nechvalně proslulé berlínské zdi. V tuto dobu došlo k jedné z největších krizí studené války.
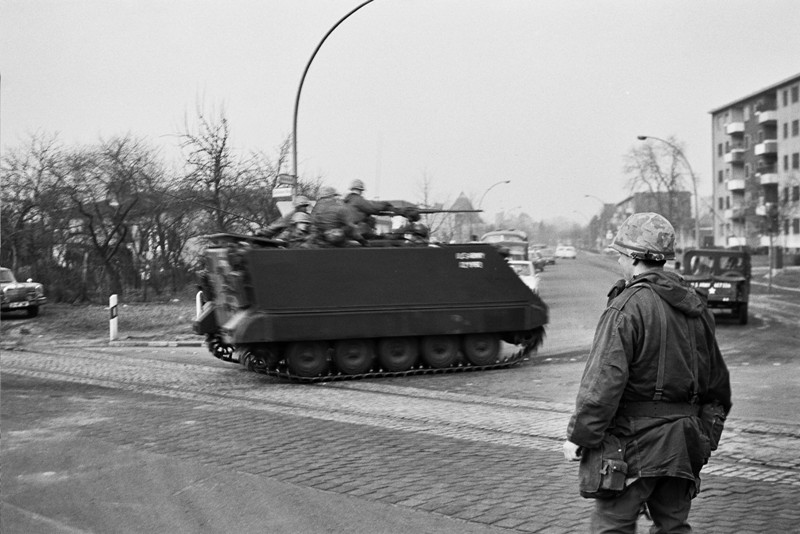
Obrázek ze zimy let 1969–1970, v oblasti Berlín-Zehlendorf.

## Hospodářská a finanční situace

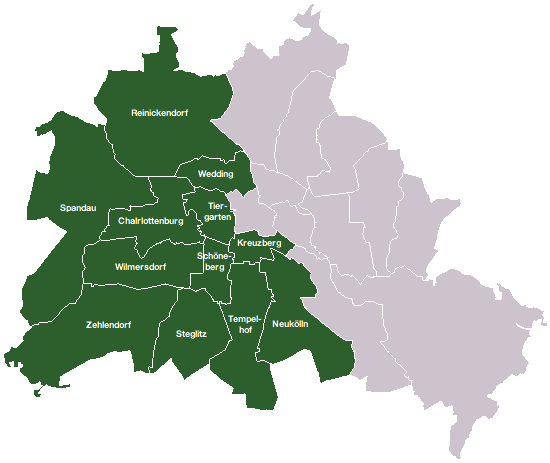
Městské obvody Západního Berlína

Mapa západní a východní Berlín, hraniční přechody, sítě metra (interaktivní mapa)

Poválečná výstavba a obnova města, která začínala prakticky od nuly, byla ztížena berlínskou blokádou a později stavbou berlínské zdi. Velkou pomocí byl proto Marshallův plán, v hospodářství se pak výrazně projevila i pomoc Spolkové republiky.
Jednalo se mimo jiné o různé subvence, které měly zmírnit negativní důsledky tzv. „frontového města“ a které existovaly až do sjednocení. Tyto subvence vedly k tomu, že mnoho západoněmeckých firem nechalo v Berlíně formálně hotovit jen části svých výrobků, měly však nárok na subvence v celé výši. Převážná část finanční pomoci však měla své oprávnění. Bylo nutno kompenzovat nevýhodnou infrastrukturu, problémy zásobování elektrickým proudem, problémy související se skladováním odpadů, tehdy ještě přestárlost obyvatelstva atd.
Jistých ulehčení jako kompenzace ztížených okolností se dostalo i obyvatelstvu samotnému. Každý berlínský pracující dostával ke svému platu ještě tak zvané berlínské přídavky (Berlinzulage), činící 8 procent hrubého platu, zvýšené přídavky na děti atd.
Celková výše tzv. spolkové pomoci obnášela roku 1983 kolem 10,5 miliard německých marek (DEM) a tvořila tak 53 procent rozpočtu Západního Berlína (jehož příjmy z daní byly v důsledku různých úlev na velice nízké úrovni).

## Alternativní a multikulturní město

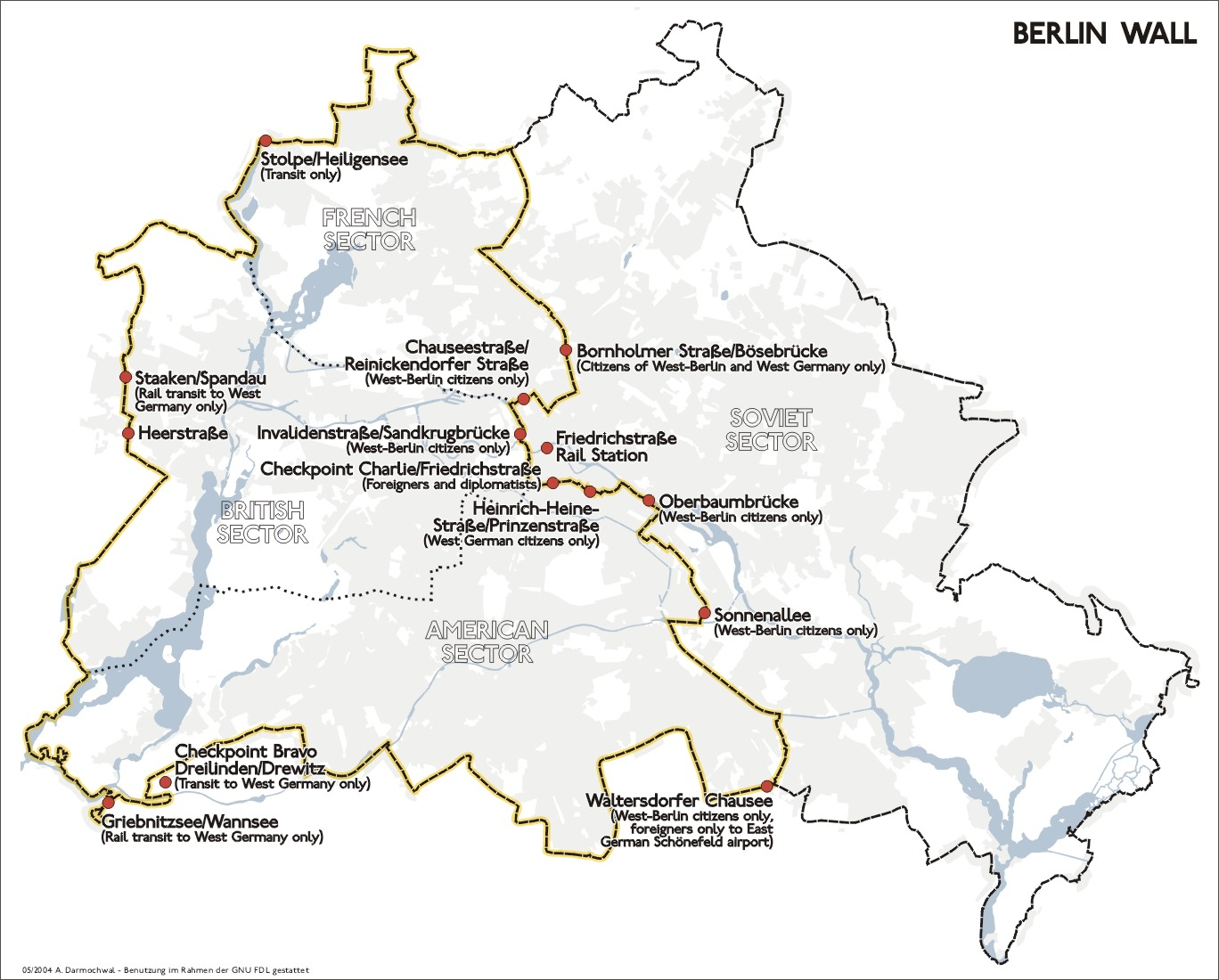
Mapa s vyznačenými hraničními přechody mezi Západním Berlínem a územím NDR.

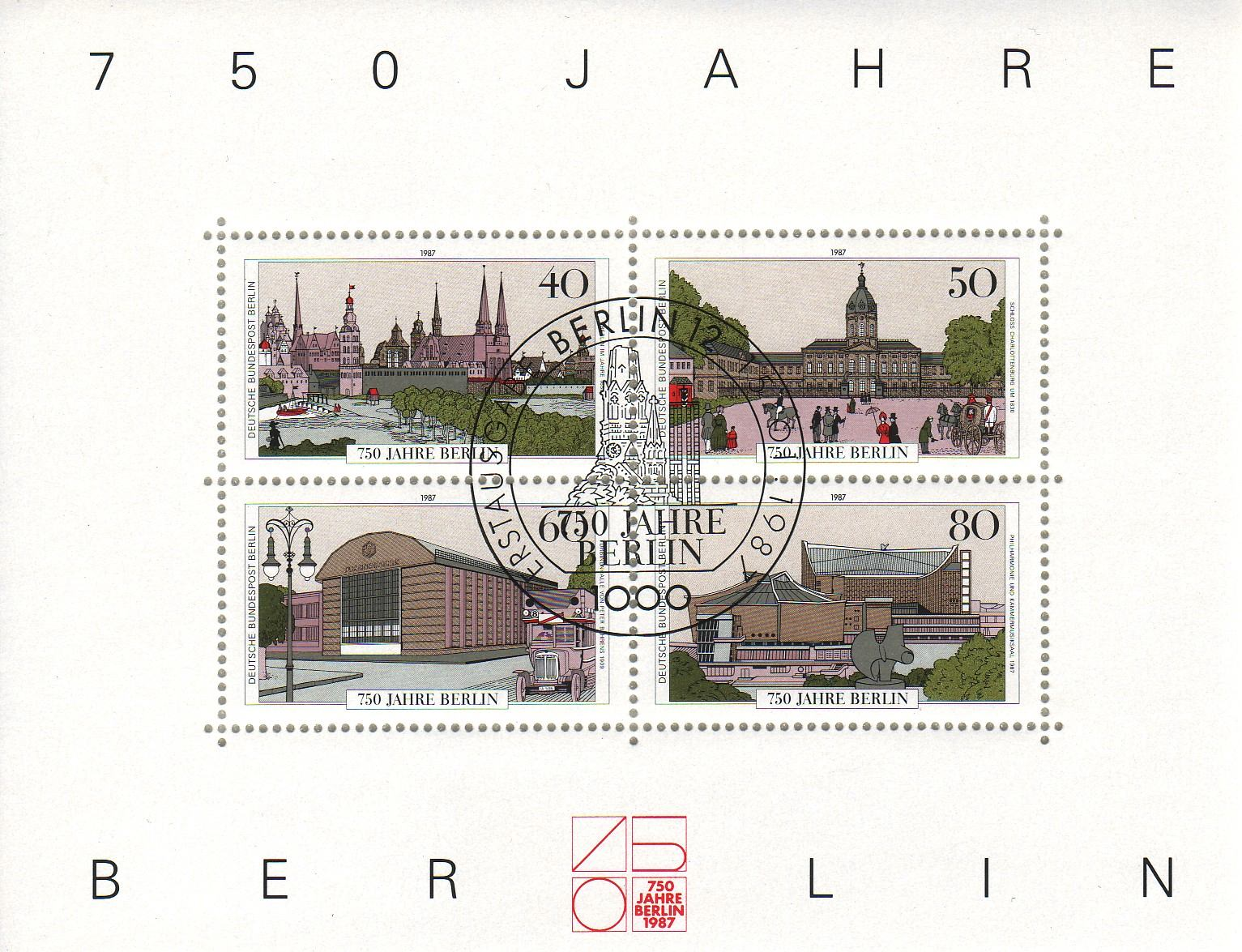
Aršík poštovních známek vydaných v roce 1987.

Západní Berlín se na jedné straně vyznačoval mnohými provinčními rysy, zapříčiněnými dlouhou územní odloučeností od Spolkové republiky, na druhé straně hrál vysloveně progresivní roli jako jedno z pro mnohé kruhy nejatraktivnějších a nejžádanějších velkoměst Německa; Západní Berlín bylo jedno z mála měst, ve kterém našly místo snad všechny skupiny obyvatel.
Značnou roli zde hrála Svobodná univerzita (Freie Universität), považovaná za jednu z nejprogresivnějších v Německu. Studentské bouře konce 60. let 20. století zde měly svůj počátek, vyprovokované nejen smrtí Benna Ohnesorga (1967) a atentátem na Rudiho Dutschkeho (1968), ale i velkou diskusí o vině a zodpovědnosti starší generace za nacistickou minulost. Později se stal Západní Berlín (zejména ve čtvrti Kreuzberg) střediskem tzv. mimoparlamentní opozice (APO, Außerparlamentarische Opposition) a alternativní kultury, která v sobě shlukovala množství nejrůznějších subkultur a životních stylů.
Světoznámý byl i orchestr Berlínské filharmonie, dirigovaný osobnostmi jako byl např. Herbert von Karajan. K chápání Západního Berlína jako kulturního střediska přispěla i opera Deutsche Oper a další.